# Dentex fossilis
Espèce
Dentex fossilis est une espèce fossile de poissons de la famille des Sparidae.

## Description
Ces restes fossilisés sont présents dans les faluns de Bretagne, et de Touraine. Ils sont caractérisés par l'apex de la dent qui est blanc translucide.